# Nunziato d'Antonio
Nunziato d'Antonio di Domenico (Firenze, 22 ottobre 1468 – Firenze, 13 aprile 1525) è stato un pittore italiano, artista di fuochi d'artificio e bombardiere (artigliere) della Firenze rinascimentale.
Nessuna delle opere di Nunziato può essere identificata ai giorni nostri. La maggior parte di ciò che sappiamo di lui proviene da un singolo articolo di Giorgio Vasari, nell'edizione del 1568 delle Le vite de' più eccellenti pittori, scultori e architettori, nella vita di Ridolfo, David e Benedetto Ghirlandaio. Troppo giovane per aver conosciuto personalmente il Nunziato, Vasari lo descrisse come un personaggio letterario: il pittore scherzoso nella tradizione delle novelle su Giotto e il mitico Buffalmacco di Franco Sacchetti. Nunziato apparteneva alla classe degli artisti plebei e il Vasari generalmente ometteva di elencare le loro opere. La sua storia rappresenta una parte dell'arte fiorentina al di fuori dei canoni del Vasari, che divenne storia dell'arte. Suo figlio Antonio (detto Toto), anch'egli pittore, partì per lavorare in Inghilterra nel 1519 e divenne artista di corte o Serjeant Painter per Enrico VIII ed Edoardo VI. 

## Biografia
La vita e la carriera di Nunziato sono scarsamente documentate. Dal 1499 si ha notizia che era entrato a far parte della Compagnia di San Luca, confraternita degli artisti fiorentini. L'artista viene anche elencato nel libro dei soci della Compagnia del 1503-5, il cosiddetto Libro rosso. Nel 1515 risulta un pagamento a suo favore per aver dipinto una croce nella Basilica della Santissima Annunziata, in preparazione alla consacrazione della stessa da parte di papa Leone X. Un documento notarile del 1507 lo nomina membro di un'altra confraternita, la Compagnia di Schiesa di Santa Marian Girolamo, chiamata Il Ciottolino, che si incontrava "sotto la chiesa di Santa Maria sopr'Arno". Nel 1512, le deliberazioni della Signoria fiorentina rivelano che Nunziata e il suo amico Ridolfo del Ghirlandaio lavoravano allora - insieme ai pittori Francesco di Niccolò Dolzemele, Jacopo di Francesco di Domenico, Bastiano di Bartolomeo Mazzanti e Piero di Giorgio - alla decorazione di Palazzo Vecchio. Nunziata venne pagato, nell'agosto dello stesso anno, per aver dipinto nove stemmi sulle nuove finestre che davano sulla dogana o sull'ufficio doganale. 
L'anomalia del ruolo di Nunziata nella storia dell'arte inizia con il suo nome, ispirato nientemeno che alla Vergine Annunziata. Era un nome estremamente raro nella Firenze del XV secolo, sia nella sua forma maschile che femminile. In effetti, l'unico altro fiorentino noto per averlo ricevuto nel XV secolo fu un trovatello battezzato nel 1470, ma significativamente, anche in questo caso il suo nome di battesimo era "Onesta", e ricevette "Nunziata" solo come nome battesimale (che non sarebbe mai più stato usato dopo la cerimonia). Nei documenti il nome del pittore appare sia nella versione femminile, citata da Vasari, sia nella forma maschile, Nunziato. È quest'ultimo che appare nel documento, appena scoperto, della nascita e del battesimo dell'artista, che risale al 22 ottobre 1468. Fino ad ora la data di nascita di Nunziata era stata erroneamente indicata in letteratura come 1475. 
Un documento del 1517 nomina Nunziata e suo figlio Toto in una testimonianza del testamento di un legnaiuolo di nome Giuseppe di Lorenzo nella parrocchia di San Pancrazio nel settembre 1517. Sorprendentemente, qui Nunziata non viene identificato come un pittore ma come un bombardiere ("Nunziato Antonii Dominici bombardiere"). Apparentemente da vecchio dovette aver attraversato momenti difficili. Era comune per gli artigiani bombardieri essere disoccupati (esempi noti includono Raffaello da Montelupo e Zanobi Lastricati). Nunziata è un raro, se non unico esempio, di pittore rinascimentale che lavorò come bombardiere. Con ogni probabilità le abilità di mescolare e manipolare la polvere da sparo per creare i suoi fuochi d'artificio si rivelarono facilmente trasferibili al lavoro di un artigliere quando non c'era abbastanza lavoro da pittore. 
Il 28 settembre 1519 Nunziata si fece avanti personalmente per dare il suo assenso, affinché suo figlio Antonio, chiamato Toto del Nunziata, potesse recarsi all'estero con Pietro Torrigiani per quattro anni e mezzo. Prima di allora, Vasari riferisce che Toto aveva lavorato nella bottega dell'amico di Nunziata, Ridolfo del Ghirlandaio, dove aveva dipinto una serie di tavole inviate in Inghilterra (proprio come si dice che il suo collega assistente di studio Bartolomeo Ghetti avesse realizzato dipinti che erano stati inviati al re Francesco I di Francia prima che egli stesso partisse per la corte francese). All'epoca in cui Toto firmò un contratto con Torrigiani, aveva compiuto, da diversi mesi il suo ventunesimo compleanno, e pertanto tecnicamente non sarebbe stato necessario il permesso di suo padre. Nunziata avrebbe potuto desiderare di dare il proprio consenso formale al fine di garantire che non ci fossero dubbi sulla legittimità del contratto. D'altra parte, il suo ricordo dell'età esatta di suo figlio Toto potrebbe essere stato solo un po' traballante. 
Il settore della pittura doveva essersi risvegliato nel 1521, proprio mentre gli affari personali del Nunziata non erano molto floridi. Nel luglio dello stesso anno un decreto del tribunale penale fiorentino dell’Otto di Guardia e Balìa lo menzionava nuovamente come "pittore" in una sentenza con la quale lo condannava a pagare una multa di quattro fiorini alla magistratura, per consegnarne due a un certo Andrea di Biagio e per soddisfare un debito non specificato nei confronti del figlio Biagio di Andrea. La multa che l'artista fu condannato a pagare alla corte (oltre a ciò che doveva ai querelanti) implica che Nunziata fosse stato punito anche per un qualche tipo di colpa, sebbene la sua natura non era chiarita nel decreto dei magistrati. 

## Il racconto di Vasari
Vasari descrisse Nunziata come un  "dipintore di fantocci". Letteralmente questo significa un pittore di bambole o burattini, ed è proprio in un senso così letterale che gli studiosi hanno generalmente interpretato l'epiteto Vasariano. Tuttavia, una tale interpretazione trascura diversi importanti questioni. Innanzitutto, non vi era alcuna professione speciale di pittore di bambole o di marionette nell'Italia rinascimentale. Non è una coincidenza che i grandi miti e le favole dei produttori di giocattoli - dai fratelli Grimm a Carlo Collodi - appartengano tutti al XIX secolo. 
Ulteriori prove del fatto che Vasari intendesse la frase "dipintore di fantocci" in senso metaforico deriva dal contesto in cui usa la parola "fantoccio" altrove nella sua opera Vite... In quasi tutte le altre occasioni in cui la parola fantoccio o uno dei suoi affini appare nelle Vite, Vasari la usa come un termine dispregiativo per indicare una figura rozzamente abbozzata, un imbroglione, un'opera che ricorda gli scarabocchi di un bambino. Così Vasari usa il termine fantoccio per descrivere la selezione di Niccolò Tribolo in sostituzione dei precedenti, inetti progettisti dei fuochi d'artificio fiorentini (girandole) per la festa di San Giovanni come: "certi fantocciai, che avevano già molt’anni fatto…mille gofferie". Usa il termine fantoccio per descrivere le figure di graffiti murali dei vandali: "una figura che non avessi niente di disegno… goffa, simile a que’ fantocci che fanno coloro che non sanno et imbrattano le mura". Pertanto, poiché Vasari applica a Nunziata il termine, "pittore di fantocci" può essere considerato da qualche parte alla pari (o inferiore) con le altre categorie di pittori non qualificati o plebei dello scrittore: il disprezzato "pittore ordinario", come i pittori di ceri (candele), "che stanno a bottega aperta publicamente a lavorare ogni cosa meccanica". In effetti, Vasari afferma che i pittori di candele erano così famosi per il loro rozzo lavoro manuale "che hanno dato il nome ai dipintori plebei (onde si dice alle cattive pitture “fantocci da ceri”)". Ma il termine potrebbe anche essere applicato in modo sprezzante alle produzioni artistiche del Medioevo: "quei fantocci e quelle goffezze che nelle cose vecchie ancora oggi appariscono". 
"Se bene era dipintore di fantocci", tuttavia, Vasari poteva ancora apprezzare due cose in cui Nunziata era una "persona rara". La prima era la sua abilità nel realizzare i fuochi d'artificio, e in particolare le girandole per San Giovanni (evidentemente in questa linea aveva molto più talento dei successori fabbricanti di girandole, che Vasari denigrò come "fantocciai"). L'altra straordinaria qualità che Nunziata possedeva, secondo il biografo, era il suo dono dello scherzo infinito, che rendeva la sua compagnia e la sua conversazione piacevoli a tutti. Così Nunziata apparteneva a quell'altra tassonomia di artisti, nelle Vite, descritti come Bugiardini e Jacopo Indaco che, sebbene respinti da Vasari come artisti trascurabili, sono comunque celebrati come "burlevoli" e "faceti". 

## Aneddotica
I due aneddoti del Vasari sulle burle di Nunziata sono molto noti. 
Nel primo racconta di un mecenate fiorentino che presumibilmente ordinò a Nunziata di dipingere una Crocifissione per gli appartamenti estivi della camera al piano terra della sua casa. Il cliente era così stupido e inarticolato che espresse il suo desiderio con l'ambigua richiesta di "una Crocifissione per l'estate" (un "Crucifisso per la state"). Interpretando il suo cliente per l'ignorante e sciocco che era, Nunziata dipinse il Cristo crocifisso vestito con calzoni corti e larghi. 
Un altro mecenate, disgustato da artisti che sembravano capaci solo di realizzare dipinti che fossero incentivi alla lussuria ("cose lascive"), chiese a Nunziata di dipingergli una Madonna onorevole, visibilmente vecchia e non del genere da incitare pensieri impuri. In risposta, Nunziata dipinse una Madonna con la barba, confondendo gli eccessivi scrupoli religiosi del suo committente con una satira che pericolosamente varcò la linea di ciò che molti contemporanei avrebbero considerato blasfemo. 
Queste storie sono sull'onda dell'artista birichino come quelle che si trovano negli scrittori del Trecento, Sacchetti e Boccaccio. Paul Barolsky le ha respinte come inventate. È certamente vero che l'aneddoto della Madonna con la barba, in particolare, ha molto in comune con una storia raccontata sul pittore del XIII secolo, Cimabue, dal contemporaneo fiorentino del Vasari, Anton Francesco Grazzini, noto come Il Lasca. A metà del XVI secolo Cimabue era diventato popolarmente identificato come un pittore rozzo e inetto, presumibilmente cieco dalla nascita o con un tale danno visivo che i suoi occhi potevano essere descritti come "foderati di stoffa" ("fodrati di panno"). Nel Comento sopra il Capitolo della salciccia di Lasca, l'autore riferisce che una volta quando Cimabue dipinse Maria Maddalena nel deserto, decise di rappresentarla con una barba per farla sembrare particolarmente vecchia e tormentata. Il risultato inatteso, tuttavia, fu che la Maddalena di Cimabue venne scambiata, da tutti coloro che la videro, per Sant'Onofrio, un santo ascetico che di solito non indossava altro che la sua barba fluente. Nell'aneddoto di Lasca la coraggiosa innovazione iconografica del pittore, invece di scioccare gli spettatori come avrebbe fatto la Madonna di Nunziata, li portò semplicemente a considerarla un errore iconografico: "rettificare" l'anomala iconografia della Maddalena come vecchia strega barbuta confondendola con l'iconografia piuttosto canonica di un santo eremita maschio. 
Lasca seguì la sua storia su Cimabue con un altro aneddoto divertente su Nunziata, che è stato completamente trascurato nella letteratura sul pittore. Dopo aver descritto la bizzarra immagine di Cimabue, continuò: 
 Il simigliante fece ancora il Nuntiata, perciò che, havendo fatto un Tubbia, in scambio del pesce li dipinse in mano un catellino francesco. 
Invece di trasportare il pesce le cui viscere avrebbero guarito suo padre, Tobia nella pittura di Nunziata portava un cagnolino francese di un tipo che era alla moda a Firenze dal XIV secolo! Nell'aneddoto di Lasca, a differenza di Vasari, la battuta non dipende dalla presa in giro di Sacchetti di un laico ignorante; il punto della storia è la giocosità dell'artista, che abbraccia l'assurdo sognando accostamenti inaspettati di elementi iconografici. 

## Dipinto dal Ghirlandaio?
Una descrizione del suo aspetto fisico potrebbe esserci stata lasciata dal suo amico Ridolfo del Ghirlandaio. Secondo le Vite, Ridolfo incluse un ritratto di Nunziata tra i soggetti comprimari nella sua pala d'altare di Cristo che porta la croce, che venne dipinta per la chiesa di San Gallo fuori le mura di Firenze, forse intorno al 1505-1510. L'opera conferì a Ridolfo grande fama, continua Vasari, a causa dei ritratti realistici che conteneva di tre pittori che erano suoi amici: Poggino Poggini, Giovanni d'Anton Francesco Guidi (detto Lo Scheggia) e Nunziata. La maggior parte delle teste, nel Cristo che porta la croce, sono in realtà prese da opere d'arte precedenti, come il soldato con l'elmetto al centro della composizione il cui volto urlante tradisce l'ispirazione dalla Battaglia di Anghiari di Leonardo. In netto contrasto con questa galleria di personaggi convenzionali ci sono tre teste estremamente realistiche, che possiamo indubbiamente identificare come i tre ritratti identificati da Vasari: il soldato che porta sulle spalle il suo archibugio sul lato sinistro della composizione, l'uomo che aiuta Cristo a portare la croce nel mezzo e l'uomo tozzo dai capelli grigi, con indosso un cappello rustico a tesa larga, entrato in scena dall'estrema destra. Tutti e tre hanno caratteristiche estremamente particolari, che lasciano pochi dubbi sul fatto che siano stati disegnati rappresentando la realtà. Vasari sceglie la somiglianza di Nunziata per un elogio particolare, definendolo "una testa vivissima". Ma, anche supponendo che Vasari avesse ragione nell'identificare i tre individui come Poggini, Scheggia e Nunziata, non c'è modo sicuro di abbinare i tre pittori con le loro somiglianze individuali. 

## Morte
La data della morte di Nunziata, nota all'archivista del XIX secolo Gaetano Milanesi (che non citava una fonte documentale specifica per sua informazione), è stata ora confermata dal resoconto della sua sepoltura, avvenuta a Santa Trinita (la chiesa della parrocchia in cui era nato) il 13 aprile 1525. La scelta della chiesa conventuale di Vallombrosa per la cerimonia funeraria del pittore fu probabilmente influenzata dal fatto che Nunziata era stata parrocchiano di Santa Trinita dal momento della sua nascita in quella parrocchia fino alla fine della sua vita. 

## Famiglia
I documenti battesimali fiorentini consentono anche di stabilire la data di nascita corretta del figlio di Nunziata, il pittore Toto del Nunziata, che nacque l'8 gennaio 1498, come dichiarato da Milanesi, e non il 18 gennaio 1499 come affermato da Colnaghi e successivi scrittori. Un terzo figlio di Nunziata, una figlia di nome Lisabetta, nacque in occasione della festa del santo patrono Giovanni Battista nel 1499, mentre altri due figli furono menzionati come residenti nella casa di Nunziata poco dopo la morte del pittore nel 1525; ma Toto è l'unico membro della famiglia che è noto per aver continuato sulle orme professionali del padre. 
Il censimento degli uomini fiorentini a disposizione per portare le armi, elaborato nel 1527, identifica l'antica dimora di Nunziata a meno di un isolato di distanza da Santa Trinita, nella via del Parione che costeggia il fianco settentrionale della chiesa. Al tempo del censimento vivevano ancora altri due figli di Nunziata, le cui identità non sono emerse dagli archivi battesimali fiorentini, insieme a "un garzone e un factore". Nessuno di questi due figli può essere identificato con Toto del Nunziata, poiché sembra che Toto non fosse mai tornato a casa in via del Parione. Invece, dopo essersi imbarcato per l'Inghilterra insieme a Torrigiani intorno al 1519, rimase sulla riva di Albione fino alla sua morte venticinque anni dopo. Conosciuto tra gli inglesi come Anthony Toto - o con una miriade di varianti anglicizzate come Totto, o Tote, o Tottes - il pittore espatriato prosperò nelle corti reali di Enrico VIII ed Edoardo VI, dove ricoprì il lucroso ufficio di pittore serjeant dal 1544 fino alla sua morte nel 1554. Toto donò ai re inglesi diversi dipinti in occasione delle festività del nuovo anno, ma dai documenti risulta che gran parte della sua attività in Inghilterra consisteva in dipinti araldici e decorativi del genere familiare alla pratica di suo padre. Tuttavia, se Enrico ed Edoardo sottoutilizzarono il talento di Toto, lo ricompensarono abbondantemente. Alla sua morte, Toto lasciò notevoli proprietà, inclusi due magioni a Mitcham e il contratto di locazione del maniero di Ravesbury. Rispetto a suo padre, che in vecchiaia dovette lottare per la sopravvivenza come artigliere, Toto raggiunse un notevole livello di status sociale ed economico. 